# 福島県道176号近津停車場線

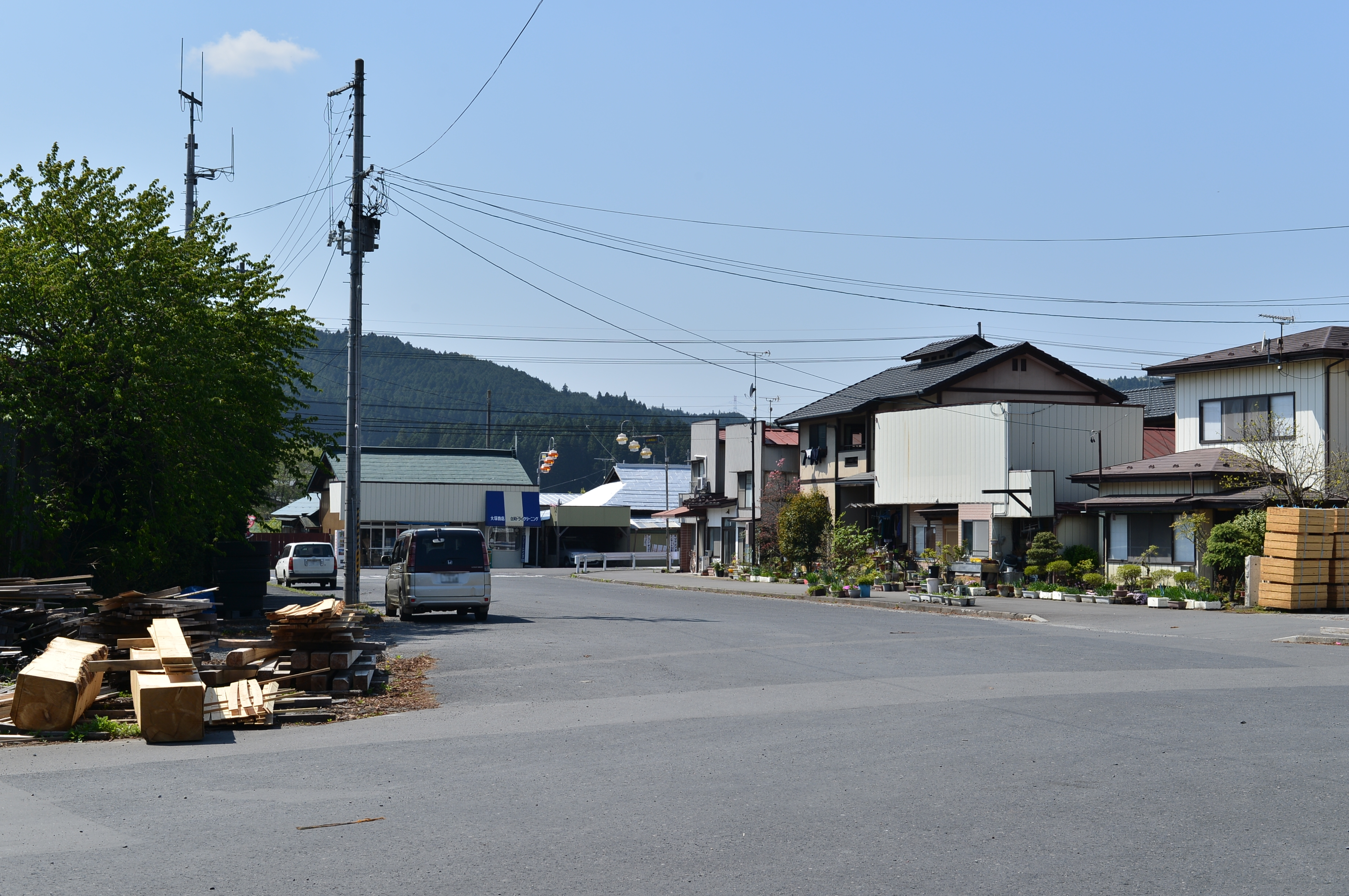
JR近津駅前の近津停車場線の様子（2015年4月）

福島県道176号近津停車場線（ふくしまけんどう176ごう ちかつていしゃじょうせん）は、福島県東白川郡棚倉町にある一般県道である。

## 路線概要
- 起点：福島県東白川郡棚倉町寺山字高瀬田（JR水郡線近津駅前）
- 終点：福島県東白川郡棚倉町下山本字桃木田
- 総延長：506 m[1]
  - 実延長：総延長に同じ
- 路線認定年月日：1959年8月31日[2]

近津駅から駅西方の国道118号に至る路線として路線認定された後、棚倉バイパスの開通に伴いバイパス交点部までの旧国道部分が追加指定された。

## 地理

### 通過する自治体
- 福島県
  - 東白川郡棚倉町

### 交差する道路
- 国道118号水戸市水戸方面・国道118号棚倉バイパス（国道289号白河方面重用区間）・国道289号いわき方面（下山本字桃木田 終点）

### 沿線
- JR水郡線 近津駅
- 棚倉町立近津小学校